# Ligne de tramway Eugies - Pâturages
La ligne Eugies - Pâturages est une ancienne ligne de tramway du Groupe de Mons-Borinage du groupe du Hainaut de la Société nationale des chemins de fer vicinaux (SNCV) qui a fonctionné entre le 1er mai 1907 et 1913.

## Histoire
La ligne est mise en service le 1er mai 1907 en traction électrique entre Eugies et la gare de Pâturages (nouvelle section La Bouverie carrefour des rues Ferrer (de la Libération) et Léopold - La Bouverie Couteaux, capital 127),. L'exploitation est assurée comme pour les autres lignes électrique du capital 127 dit des lignes du Borinage par la SNCV.
Elle est supprimée en 1913 ce qui entraine la fermeture à tout-trafic de la section La Bouverie carrefour des rues Ferrer (de la Libération) et Léopold - La Bouverie Couteaux,.

### Monographies
- R Dieudonné, Groupe du Hainaut : Le réseau de Mons - Borinage, Bruxelles, AMUTRA, 227 p.